# Tribulatia appendicospora
Tribulatia appendicospora — вид грибів, що належить до монотипового роду  Tribulatia.